# Adam Soffer
Adam Soffer (* 28. August 1987) ist ein neuseeländischer Eishockeyspieler, der seit 2017 für die Southern Stampede in der New Zealand Ice Hockey League spielt.

## Karriere
Adam Soffer begann seine Karriere als Eishockeyspieler im Nachwuchsbereich der Canterbury Red Devils. Bei Gründung der New Zealand Ice Hockey League 2005 wurde er in das Halbprofiteam des Klubs aus Christchurch aufgenommen, mit dem er 2009 neuseeländischer Meister wurde. Nachdem er die Spielzeit 2012 beim Botany Swarm aus Auckland verbracht hatte, legte er eine fünfjährige Spielpause ein. Seit 2017 spielt er für die Southern Stampede wieder in der NZIHL und konnte mit dem Klub aus Queenstown bereits in seiner Comeback-Saison seinen zweiten Meistertitel erringen.

### International
Im Juniorenbereich stand Soffer für Neuseeland bei den U18-Weltmeisterschaften 2004 und 2005 jeweils in der Division III auf dem Eis.
Mit der Herren-Nationalmannschaft nahm der Stürmer an den Weltmeisterschaften der Division II 2008, 2010 und 2017 teil. Nach dem Abstieg 2008 spielte er bei der Weltmeisterschaft 2009 in der Division III, wo er als bester Spieler seiner Mannschaft maßgeblich zum sofortigen Wiederaufstieg beitrug.

## Erfolge und Auszeichnungen
- 2009 Aufstieg in die Division II bei der Weltmeisterschaft der Division III
- 2009 Neuseeländischer Meister mit den Canterbury Red Devils
- 2017 Neuseeländischer Meister mit der Southern Stampede

## NZIHL-Statistik
Stand: Ende der Saison 2017